# Pousseaux
Pousseaux é uma comuna francesa na região administrativa de Borgonha-Franco-Condado, no departamento Nièvre. Estende-se por uma área de 10,94 km². Em 2010 a comuna tinha 203 habitantes (densidade: 18,6 hab./km²).